# Tove Bornhøft
Tove Bornhøft (* 18. Juli 1956 in Skjern) ist eine dänische Schauspielerin und Theaterregisseurin.

## Leben
Tove Bornhøft wuchs in der westdänischen Kleinstadt Skjern auf. Sie absolvierte ihre Schauspielausbildung von 1981 bis 1985 an der Schauspielschule des Odense Teater, wo sie auch ihr Bühnendebüt als Darstellerin hatte.
Bornhøft wirkte als Schauspielerin vor der Kamera in bislang mehreren Filmen und Fernsehserien mit, wobei sie oftmals in einer Nebenrolle besetzt wurde. Sie ist zudem als Theaterregisseurin an verschiedenen Theaterhäusern in ganz Dänemark aktiv und inszenierte mehrere Theateraufführungen und Musicals.
Bornhøft ist seit 2000 mit dem Schauspieler Jesper Christensen verheiratet, mit dem sie zwei Kinder hat. Die Familie lebt in Kopenhagen.

## Filmografie (Auswahl)
- 2009: Headhunter
- 2010: Protectors – Auf Leben und Tod (Fernsehserie, 4 Folgen)
- 2014: Die Erbschaft (Fernsehserie, 1 Folge)
- 2020: Wenn die Stille einkehrt (Fernsehserie, 2 Folgen)